# Triglochinura
Triglochinura is een geslacht van hooiwagens uit de familie Gonyleptidae.
De wetenschappelijke naam Triglochinura is voor het eerst geldig gepubliceerd door Mello-Leitão in 1924. 

## Soorten
Triglochinura omvat de volgende 7 soorten:
- Triglochinura ancilla
- Triglochinura apiaiensis
- Triglochinura curvispina
- Triglochinura indicta
- Triglochinura langei
- Triglochinura timida
- Triglochinura villosa